# Alberto Carlieri

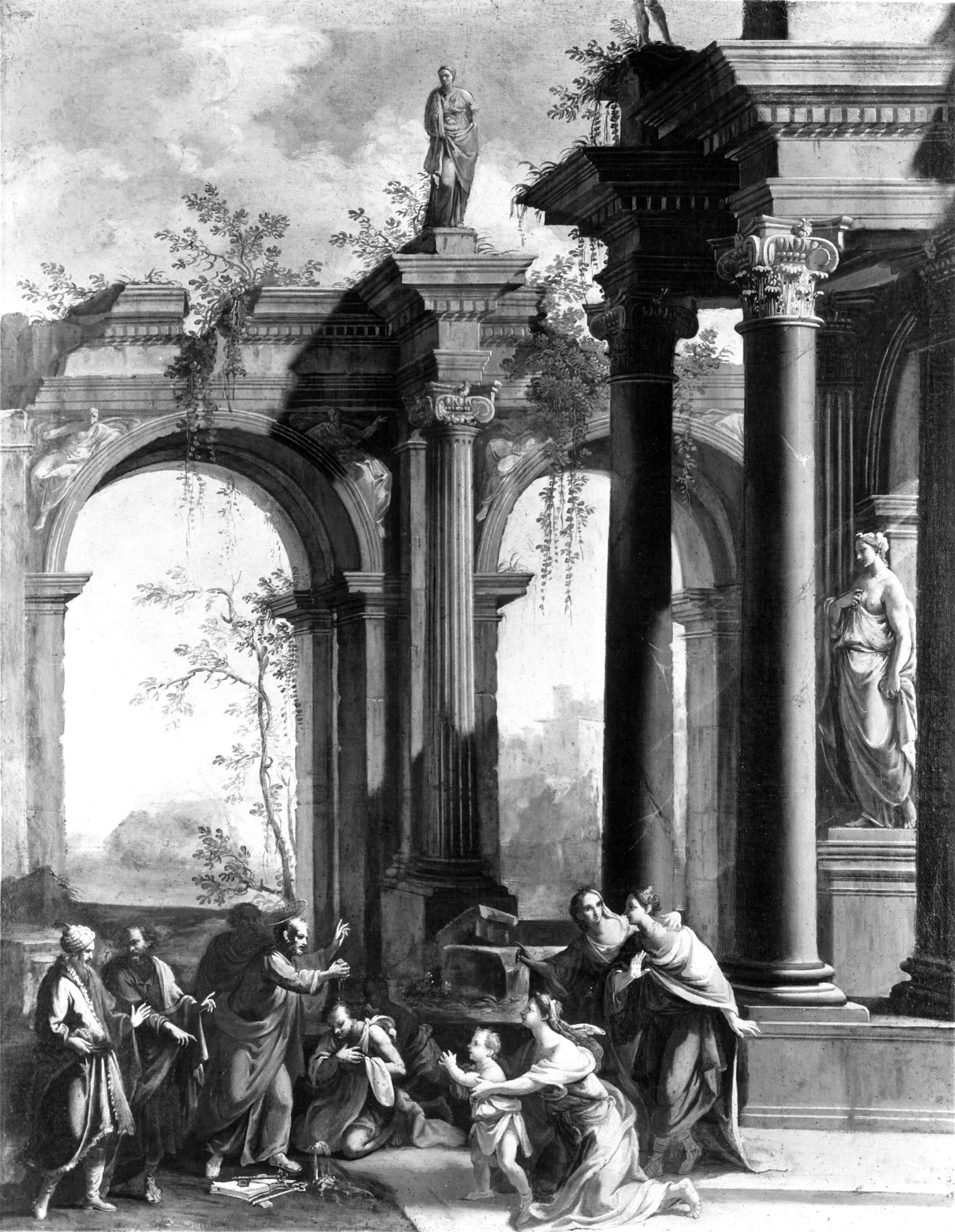
San Pedro bautizando al Centurion Cornelius. En la colección del Museo Walters

Alberto Carlieri (1672-1720) fue un pintor tardobarroco italiano. 
Nacido en Roma, fue discípulo de Giuseppe Marchi y posteriormente de Andrea Pozzo. Destacó en la pintura ilusionista de la quadratura.